# دانا النصرالله
دانا أو دانة نصر الله (ولدت في 7 آذار / مارس 1988) وهي لاعبة ألعاب قوى كويتية بسباقات المضمار والميدان. في عام 2004 أصبحت دانا أول منافسة أولمبية كويتية.

## إنجازاتها
- في عام 2005 قطعت مسافة 100 متر في مدة قدرها 13.56 دقيقة بالدوحة.
- في عام 2005 قطعت مسافة 200 متر في مدة قدرها 27.82 دقيقة بالدوحة.
- في عام 2016 قطعت مسافة 800 متر بمدة قدرها 2:08.91 ساعة بمدينة وندسور بكندا.
- في عام 2017 قطعت مسافة قدرها 1500 متر بمدة قدرها 4:36.21 ساعة بمدينة كولومبوس.

## روابط خارجية
- دانا النصرالله على موقع الاتحاد الدولي لألعاب القوى (الإنجليزية)
- دانا النصرالله على موقع أوليمبيديا (الإنجليزية)